# Округ Трамбул (Охајо)
Трамбул (енгл. Trumbull County) је округ у америчкој савезној држави Охајо.

## Демографија
По попису из 2010. године број становника је 210.312, што је 14.804 (-6,6%) становника мање него 2000. године.
| Група             | 2000.           | 2010.           |
| Белци             | 201.953 (89,7%) | 185.388 (88,1%) |
| Афроамериканци    | 17.778 (7,9%)   | 17.417 (8,3%)   |
| Азијати           | 1.014 (0,5%)    | 984 (0,5%)      |
| Хиспаноамериканци | 1.794 (0,8%)    | 2.801 (1,3%)    |
| Укупно            | 225.116         | 210.312         |